# 히다코쿠후역
히다코쿠후역(일본어: 飛騨国府駅)은 일본 기후현 다카야마시에 있는 도카이 여객철도 다카야마 본선의 역이다. 상대식 승강장 2면 2선의 구조를 지닌 지상역이며, 다카야마역이 관리하고 있다.

## 타는 곳
| 1 | ■ 다카야마 본선 | 하행 | 도야마 방면          |
| 2 | ■ 다카야마 본선 | 상행 | 다카야마 · 게로 방면 |

## 역 주변
- 고쿠후 교통센터
- 사쿠라노 공원
- B&G 해양센터
- 후지타 히다타캬아마 점
- 고쿠후 리버사이드 쇼핑타운

## 인접 정차역
| 도카이 여객철도 다카야마 본선 | 도카이 여객철도 다카야마 본선 | 도카이 여객철도 다카야마 본선 |
| ----------------------------- | ----------------------------- | ----------------------------- |
| 호즈에 기후 방면              | ■ 다카야마 본선               | 히다후루카와 이노타니 방면    |